# Willem de Zwijgerkazerne
De Willem de Zwijgerkazerne in Wezep, Oldebroek, was een zogenaamde Boostkazerne voor de behuizing van infanterie. Informeel werd het ook wel 'Stille Willem' genoemd. Thans is de kazerne onder de naam Parc de Zwijger deel van een complex dat appartementen, een sportschool en een restaurant bevat.

## Naamgever
Willem de Zwijger was de bijnaam van Willem van Oranje, oorspronkelijk stadhouder voor de koning van Spanje, en later initiatiefnemer en leider in de onafhankelijkheidsstrijd tegen Spanje. Deze opstand leidde tot een onafhankelijk Nederland waardoor Willem van Oranje ook bekend staat als de Vader des Vaderlands.
Met zijn broers Lodewijk, Hendrik, Adolf, en Jan van Nassau zette Willem van Oranje Nassau zich aanvankelijk in voor geloofsvrijheid en daarna voor onafhankelijkheid van de Nederlanden. Naar allen van hen is in Nederland een kazerne vernoemd.

## Geschiedenis
De kazerne is ontworpen door kapitein der genie A.G.M. Boost als deel van een opdracht waarin hij in korte tijd twee varianten standaardkazernes voor de behuizing van de infanterie moest ontwikkelen. De kazernes die zodoende van zijn hand kwamen zijn boostkazernes gaan heten. De eerste steen van de Willem de Zwijgerkazerne werd in 1938 gelegd door Albert Bakker, toenmalige burgemeester van Oldebroek.

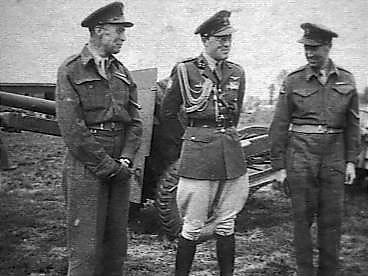
Bezoek Prins Bernhard aan de kazerne in 1946

In de Tweede Wereldoorlog is het door de Duitse bezetter gebruikt, maar in 1945 kwam het weer in handen van de Nederlandse landmacht. Tot 1946 was er het 3-6 Regiment Veld Artillerie gevestigd tot hun vertrek naar Nederlands-Indië, alsook de artillerieschool.
In 1949 werd er het Vrijwilligers Opleidingscentrum VOC gevestigd met de bedoeling via een proefperiode en training voormalige oorlogsvrijwilligers en ex-Knillers tot onderofficier klaar te stomen. De resultaten vielen tegen en de opleiding ging vanaf 1951 verder als een onderofficiersschool.
De omvang van het leger nam begin 1952 sterk toe als gevolg van de Koude Oorlog. Er moesten toen zoveel onderofficieren worden opgeleid dat de Willem de Zwijgerkazerne te klein werd en de opleiding naar Weert verhuizde, waar het in de vorm van de Koninklijke Militaire School verderging.

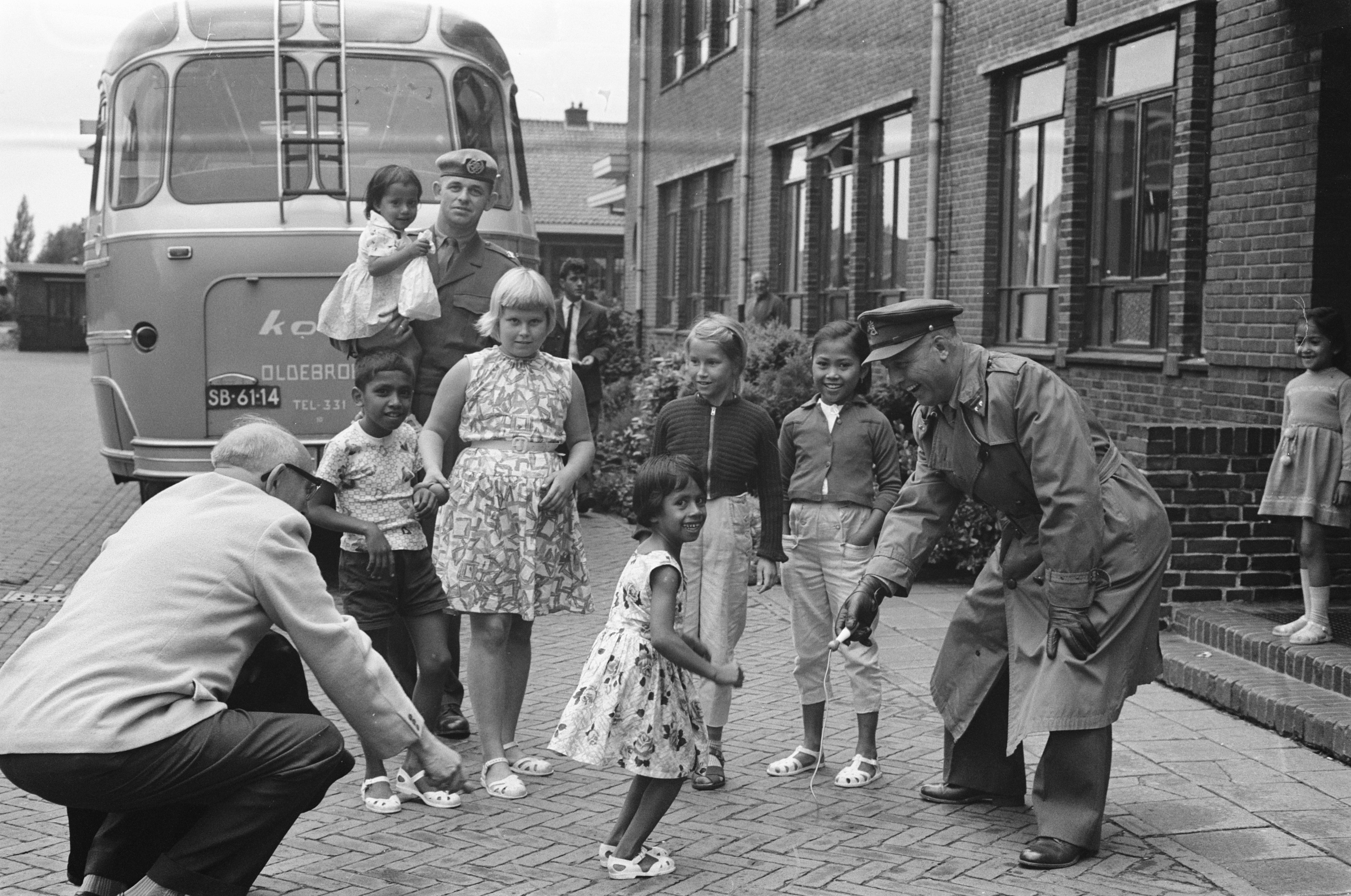
Aankomst van evacués uit Nieuw-Guinea in de kazerne

Eind jaren 1950, begin jaren 1960 werd de kazerne gebruikt door 11 Geniebataljon en ook als opvangcentrum voor evacués uit Nieuw-Guinea. Dat waren Nederlanders die niet wilden blijven na de gedwongen overdracht van de voormalige kolonie aan Indonesië.
Daarna en tot en met oktober 1984 behuisde de kazerne de st.st.bat van de 15e Afdeling Pantser Luchtdoelartillerie. Vanaf 1984 tot 1996 was de kazerne de thuisbasis van 101 Bataljon Koninklijke Marechaussee. Hierna werd de kazerne nog enige tijd gebruikt door 11 Pantsergenie Bataljon. In 1998 werd de kazerne door het leger afgestoten. 
Een deel van de kazerne werd toen gebruikt voor de Glen Mills School, later De Sprint genoemd. In de periode van 2011 tot 2013 heeft het leeggestaan, waarna het herontwikkeld werd tot een complex dat appartementen, een sportschool en een restaurant bevat.